# Formel-E-Rennstrecke Buenos Aires
Die Formel-E-Rennstrecke Buenos Aires war ein temporärer Stadtkurs in Buenos Aires (Argentinien) für Rennen der Formel E, der in den ersten 3 Saisons der Serie zum Einsatz kam. Am 10. Januar 2015 fand mit dem Buenos Aires ePrix 2015 im Rahmen der Saison 2014/15 das erste Rennen statt. Die letzte Veranstaltung erfolgte am 18. Februar 2017. Danach wurden keine Rennen mehr angesetzt.

## Streckenbeschreibung
Die von Santiago Garcia Remohi entworfene 2,480 km lange Strecke befand sich im Stadtviertel Puerto Madero, beinhaltete zwölf Kurven und wurde entgegen dem Uhrzeigersinn befahren. Die Strecke führte rund um den Parque Micaela Bastidas und unmittelbar nach dem Start an der Laguna de Los Copios entlang. Die Boxengasse befand sich zwischen den Kurven 8 und 11, daher lag die Ziellinie auch auf der kurzen Geraden zwischen den Kurven 9 und 10.